# Sporting Clube de Braga "B"
El Sporting Clube da Braga "B" es un equipo de fútbol de Portugal, filial del Sporting Clube de Braga. Actualmente milita en la Terceira Liga, la tercera liga de fútbol más importante del país.

## Historia
Fue fundado en el año 1998 en la ciudad de Braga y había desaparecido en el año 2006 junto al SL Benfica B, FC Porto B y el SC Portugal B, pero fue refundado en el año 2012 y es el principal equipo filial del SC Braga, , el cual juega en la Primeira Liga, por lo que no es elegible para jugar en ella, ni tampoco puede jugar en la Taça de Portugal ni en la Taça da Liga.
Al finalizar la temporada 2011/12, siete equipos de la Primeira Liga anunciaron su interés de tener a un equipo B en la Liga de Honra para la temporada 2012/13, donde seis equipos de la Primeira Liga fueron los elegidos, los cuales fueron FC Porto, Sporting de Portugal, SL Benfica, CS Marítimo, SC Braga y Vitória SC.
La Liga de Portugal anunció que los equipos debían cancelar una cuota de €50.000, y también que debían cumplir con un reglamento especial, que consistía en que cada equipo B debía tener al menos a 10 jugadores formados en sus fuerzas básicas, los cuales debían tener edades entre los 15 y 21 años de edad; también que los equipos B no podían competir en la Taça de Portugal, ni en la Taça da Liga ni eran elegibles para jugar en la Primeira Liga y sólo podían tener 3 jugadores con edades superior a los 23 años.
A finales de mayo de 2012 se hizo oficial la participación de 6 equipos filiales en la Liga de Honra para la temporada 2012/13, lo que hizo que la cantidad de equipos aumentara de 16 a 22 y la cantidad de partidos aumentara de 30 a 42.

## Entrenadores
- Toni Conceição (1999–2002)
- António Caldas (2002–2005)
- Micael Sequeira (2005–2006)
- Artur Jorge (mayo de 2012–octubre de 2012)
- Toni (octubre de 2012–mayo de 2013)
- José Alberto Costa (junio de 2013–)

## Jugadores

### Jugadores destacados
| - Eduardo Carvalho - Emídio Rafael - Hélder Sousa - Jorge Humberto - Luisinho - Marco Silva - Nuno Fonseca | - Paulo Jorge - Pedro Queirós - Ricardo Rocha - Zé Gomes - Michael Curcija - William Soares - Narcisse Yameogo | - Jon Paul - Puma - Zé Luís - Cícero Semedo - Abiodun Agunbiade - Elderson Echiéjilé |